# Morç
Morç (Mors en occità o Mours-Saint-Eusèbe en francès) és un municipi francès situat al departament de la Droma i a la regió d'Alvèrnia-Roine-Alps. L'any 2019 tenia 3.229 habitants.

## Demografia

### Població
El 2007 la població de fet de Mours-Saint-Eusèbe era de 2.446 persones. Hi havia 950 famílies de les quals 197 eren unipersonals (47 homes vivint sols i 150 dones vivint soles), 359 parelles sense fills, 347 parelles amb fills i 47 famílies monoparentals amb fills.
La població ha evolucionat segons el següent gràfic:
Habitants censats

### Habitatges
El 2007 hi havia 1.028 habitatges, 972 eren l'habitatge principal de la família, 11 eren segones residències i 45 estaven desocupats. 973 eren cases i 54 eren apartaments. Dels 972 habitatges principals, 821 estaven ocupats pels seus propietaris, 142 estaven llogats i ocupats pels llogaters i 9 estaven cedits a títol gratuït; 1 tenia una cambra, 17 en tenien dues, 83 en tenien tres, 287 en tenien quatre i 584 en tenien cinc o més. 782 habitatges disposaven pel capbaix d'una plaça de pàrquing. A 375 habitatges hi havia un automòbil i a 541 n'hi havia dos o més.

### Piràmide de població
La piràmide de població per edats i sexe el 2009 era:
| Homes | Edats   | Dones |
| ----- | ------- | ----- |
| 0     | 95 o +  | 0     |
| 0     | 90 a 94 | 8     |
| 8     | 85 a 89 | 20    |
| 24    | 80 a 84 | 4     |
| 48    | 75 a 79 | 44    |
| 48    | 70 a 74 | 60    |
| 60    | 65 a 69 | 68    |
| 60    | 60 a 64 | 80    |
| 56    | 55 a 59 | 52    |
| 60    | 50 a 54 | 88    |
| 92    | 45 a 49 | 112   |
| 84    | 40 a 44 | 44    |
| 72    | 35 a 39 | 92    |
| 84    | 30 a 34 | 80    |
| 28    | 25 a 29 | 52    |
| 52    | 20 a 24 | 28    |
| 52    | 15 a 19 | 72    |
| 100   | 10 a 14 | 72    |
| 80    | 5 a 9   | 96    |
| 52    | 0 a 4   | 68    |

## Economia
El 2007 la població en edat de treballar era de 1.528 persones, 1.080 eren actives i 448 eren inactives. De les 1.080 persones actives 1.012 estaven ocupades (528 homes i 484 dones) i 68 estaven aturades (27 homes i 41 dones). De les 448 persones inactives 185 estaven jubilades, 149 estaven estudiant i 114 estaven classificades com a «altres inactius».

### Ingressos
El 2009 a Mours-Saint-Eusèbe hi havia 986 unitats fiscals que integraven 2.547,5 persones, la mediana anual d'ingressos fiscals per persona era de 19.557 €.

### Activitats econòmiques
Dels 155 establiments que hi havia el 2007, 4 eren d'empreses alimentàries, 1 d'una empresa de fabricació d'elements pel transport, 9 d'empreses de fabricació d'altres productes industrials, 33 d'empreses de construcció, 40 d'empreses de comerç i reparació d'automòbils, 8 d'empreses de transport, 4 d'empreses d'hostatgeria i restauració, 3 d'empreses d'informació i comunicació, 6 d'empreses financeres, 11 d'empreses immobiliàries, 18 d'empreses de serveis, 13 d'entitats de l'administració pública i 5 d'empreses classificades com a «altres activitats de serveis».
Dels 45 establiments de servei als particulars que hi havia el 2009, 1 era una oficina de correu, 7 tallers de reparació d'automòbils i de material agrícola, 4 paletes, 10 guixaires pintors, 3 fusteries, 6 lampisteries, 5 electricistes, 3 empreses de construcció, 1 perruqueria, 1 veterinari, 3 restaurants i 1 agència immobiliària.
Dels 7 establiments comercials que hi havia el 2009, 1 era una botiga de menys de 120 m², 2 fleques, 1 una carnisseria, 1 una botiga d'electrodomèstics, 1 una botiga de mobles i 1 una botiga de material esportiu.
L'any 2000 a Mours-Saint-Eusèbe hi havia 16 explotacions agrícoles que ocupaven un total de 155 hectàrees.

## Equipaments sanitaris i escolars
Els 2 equipaments sanitaris que hi havia el 2009 eren farmàcies.
El 2009 hi havia 1 escola maternal i 1 escola elemental.

## Poblacions més properes
El següent diagrama mostra les poblacions més properes.